# Zelleria arizonica
Zelleria arizonica is een vlinder uit de familie van de stippelmotten (Yponomeutidae). De wetenschappelijke naam van de soort werd in 1940 gepubliceerd door Braun.